# Vosmaeropsis depressa
Vosmaeropsis depressa är en svampdjursart som beskrevs av Arthur Dendy 1893. Vosmaeropsis depressa ingår i släktet Vosmaeropsis och familjen Heteropiidae.
Artens utbredningsområde är havet kring Australien. Inga underarter finns listade i Catalogue of Life.